# Epsilon Boötis
Epsilon Boötis (ε Boötis, viết tắt: Epsilon Boo, ε Boo), tên chính thức là Izar /ˈaɪzɑːr/, là một  sao đôi ở phía bắc chòm sao Boötes, được gọi là sao đôi Pulcherrima. Hệ thống sao có thể nhìn thấy được bằng mắt thường vào ban đêm, nhưng để thấy rõ bằng kính viễn vọng nhỏ là một khó khăn, cần phải có khẩu độ 76 mm (3,0 in) trở lên.

## Tên gọi

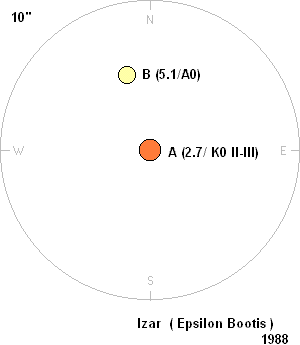
Hình ảnh mô phỏng của Epsilon Boötis (phía bắc ở bên trên)

ε Boötis (Latinh hóa thành Epsilon Boötis) là định danh Bayer của sao.
Nó có các tên gọi truyền thống như Izar, Mirak, Mizar, và từng được đặt tên là Pulcherrima /pəlˈkɛrɪmə/ bởi Friedrich Georg Wilhelm von Struve. Izar, Mirak và Mizar là tiếng Ả Rập: إزار ʾizār ('veil') và المراق al-maraqq' ('sư tử'); Pulcherrima trong tiếng Latin nghĩa là 'đáng yêu nhất'. Năm 2016, Liên đoàn Thiên văn Quốc tế tổ chức chương trình "Làm việc nhóm về tên sao" (WGSN) để lập danh mục và chuẩn hóa tên cho các ngôi sao. WGSN đã phê duyệt tên gọi Izar cho ngôi sao này bào ngày 21 tháng 8 năm 2016 và hiện nay nó đã được nhập vào Danh mục tên sao của IAU (IAU-CSN).
Danh mục các ngôi sao trong Bộ lịch Al Achsasi Al Mouakket, ngôi sao này được gọi là Mintek al Aoua (منطقة العوّاء minṭáqa al awwa), dịch sang tiếng Latin là Cingulum Latratoris, mang ý nghĩa thắt lưng của Mục Phu.

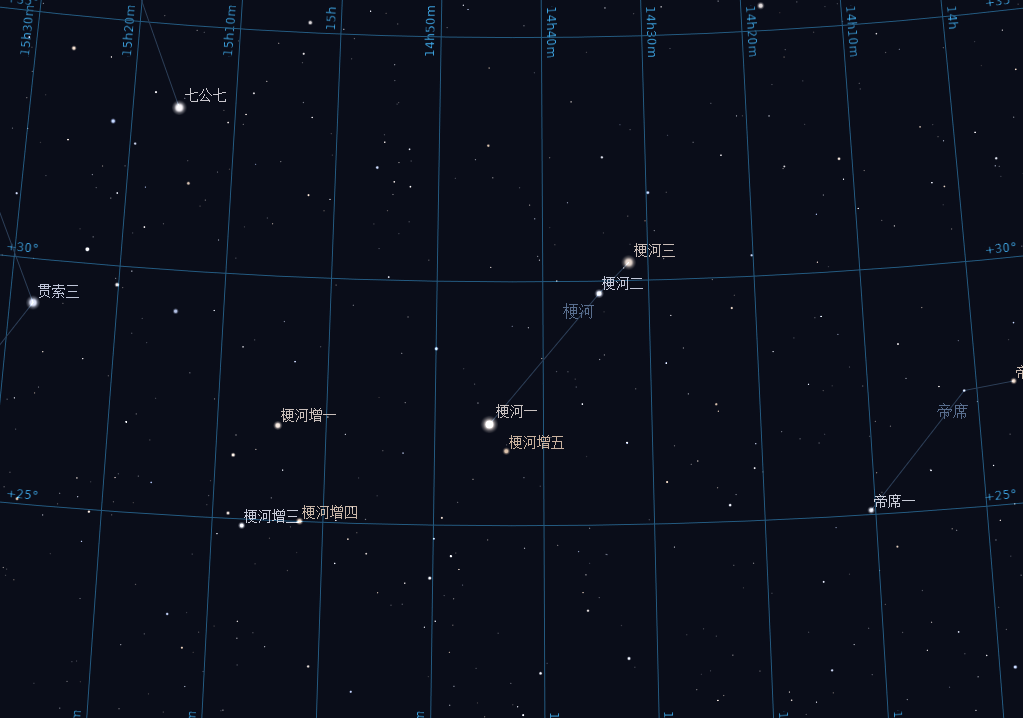
Ảnh chụp khoảnh sao Ngạnh Hà

Trong Thiên văn học Trung Quốc, khu vực sao có tên 梗河, Ngạnh Hà hay Celestial Lance thuộc chòm sao "Đê tú" là một khoảnh sao gồm Epsilon Boötis, Sigma Boötis và Rho Boötis. Tên tiếng Trung của Epsilon Boötis là 梗河一 (Ngạnh Hà 1).

## Đặc tính

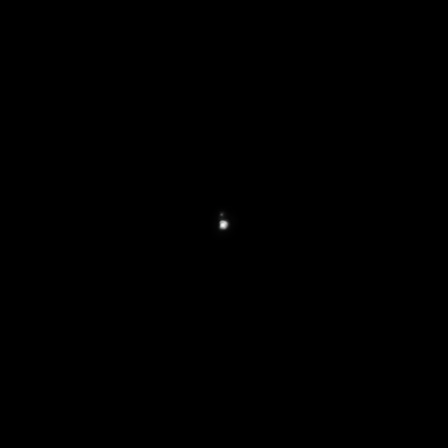
Epsilon Bootis (Izar) nhìn qua kính thiên văn nhỏ

Epsilon Boötis bao gồm cặp sao có khoảng cách góc là 2.852 ± 0.014 giây cungs ở góc vị trí 342.°9 ± 0.°3. Phần sáng hơn (A) có độ sáng biểu kiến là 2.37, và phần mờ hơn (B) có độ sáng 5.12, khiến chúng được nhìn thấy bằng mắt thường vào ban đêm. Các phép đo thị sai từ vệ tinh đo đạc thiên văn Hipparcos xác định hệ thống sao ở khoảng cách chừng 203 năm ánh sáng (62 parsec) tính từ Trái Đất. Nghĩa là cặp sao này cách nhau 185 đơn vị thiên văn, và chúng quay quanh nhau với chu kỳ ít nhất là 1,000 năm.
Ngôi sao sáng hơn thuộc phân loại sao  K0 II-III, có nghĩa nó là một ngôi sao ở giai đoạn khá muộn trong quá trình tiến hóa sao, nguồn năng lượng hydro trong lõi của nó đã cạn kiệt. Nặng gấp hơn 4 lần khối lượng Mặt Trời, nó đã dãn rộng gấp khoảng 33 lần bán kính Mặt Trời và tỏa ra độ sáng gấp 501 lần độ sáng của Mặt Trời. Năng lượng này được bức xạ từ bên ngoài lớp vỏ của nó ở nhiệt độ hiệu dụng 4,550 K, khiến nó có màu cam của một ngôi sao loại K.
Ngôi sao đồng hành có phân loại A2 V, vì thế nó là một ngôi sao thuộc dãy chính đang tạo ra năng lượng thông qua phản ứng tổng hợp nhiệt hạch hydro trong lõi của nó. Ngôi sao này đang quay, với tốc độ quay dự đoán là 123 km/s.  Nó có nhiệt độ bề mặt khoảng 9,000 K và bán kính gấp 3 lần Mặt Trời, dẫn đến độ sáng nhiệt bức xạ (bolometric luminosity) gấp 45 lần Mặt Trời.
Vào thời điểm ngôi sao dãy chính nhỏ hơn đạt đến điểm hiện tại của sao dãy chính trong quá trình tiến hóa, ngôi sao lớn hơn sẽ mất đi phần lớn khối lượng trong một tinh vân hành tinh và sẽ tiến hóa thành một sao lùn trắng.  Cặp đôi này về cơ bản sẽ thay đổi vai trò: ngôi sao sáng hơn trở thành ngôi sao lùn mờ, trong khi ngôi sao kém hơn sẽ tỏa sáng như một ngôi sao khổng lồ.

## Trong văn hóa
Năm 1973, nhà thiên văn học kiêm nhà văn khoa học giả tưởng người Scotland Duncan Lunan tuyên bố đã giải mã được thông điệp mà hai nhà vật lý người Nauy thu được vào những năm 1920. Theo giả thuyết của ông, các thông điệp đến từ một vệ tinh 13000 năm tuổi, quay quanh cực của Trái Đất và được biết đến với tên gọi Hiệp sĩ Đen. Thông điệp được gửi đi bởi cư dân một hành tinh thuộc Epsilon Boötis. Sự việc này còn được đưa lên tạp chí Time. Lunan sau này đã rút lui giả thuyết Epsilon Boötis, đưa ra các bằng chứng chống lại nó và làm rõ lý do tại sao lúc đầu ông ta xây dựng giả thuyết, nhưng sau cùng ông lại thu hồi quyết định rút lui của mình.